# Нобре, Карлос
Карлос Афонсо Нобре (Carlos Afonso Nobre) — бразильский учёный-климатолог, специалист по взаимодействию биосферы и атмосферы, в особенности по лесам Амазонки и их роли в климатической системе Земли.
Член Бразильской академии наук (2003) и TWAS (2006), иностранный член Национальной академии наук США (2015).
В 1993—2000 годах научный координатор LBA (Large-scale Biosphere-Atmosphere Experiment in Amazonia), масштабного комплексного многодисциплинарного исследования.
Являлся председателем International Geosphere-Biosphere Programme.
Лауреат Volvo Environment Prize (2016).
«Один из самых уважаемых и влиятельных южноамериканских учёных в области атмосферных наук, и один из тех, кто играет ведущую роль на международном уровне», — представляют его на сайте Европейского союза наук о Земле.
В 2007 году он был назван в числе ста самых влиятельных личностей в Бразилии по версии журнала Época.

## Биография
Окончил Instituto Tecnológico de Aeronáutica (инженер-электроник, 1974). В 1983 году в Массачусетском технологическом институте получил докторскую степень по метеорологии, находился там в 1977—1982 гг., работая с Jule Gregory Charney и Jagadish Shukla.
Трудовую деятельность начал в 1975 году в National Institute of Amazonian Research.
В 1983—2012 гг. работал в National Institute for Space Research.
С 2001 года генеральный координатор CPTEC (Centro de Previsão do Tempo e Estudos Climáticos).
C 2011 г. секретарь по политике и программам в области исследований и разработок министерства науки и технологий Бразилии.
С 2013 года член Научного консультативного совета Генерального секретаря ООН.
В 2015—2016 годах президент CAPES (Coordenação de Aperfeicoamento de Pessoal de Nível Superior).
В настоящее время старший научный сотрудник World Resources Institute.
В 1994—2001 гг. член научной руководящей группы GEWEX.
Состоял членом совета Международного института прикладного системного анализа.
Автор более 130 научных работ, в том числе публикаций в Science, Nature, the Journal of Climate, J Geophys Res, Global Change Biology.
Кавалер Большого креста National Order of Scientific Merit (2010, коммандор 1996).
В 2010 году удостоен престижной медали им. Александра фон Гумбольдта Европейского союза наук о Земле.
В 2007 году лауреат премии Fundação Conrado Wessel.